# 蓮池スキー場
蓮池スキー場 （はすいけスキーじょう）は、長野県下高井郡山ノ内町にあるスキー場である。

## 概要
志賀高原スキー場の中央エリアに位置し、志賀山(標高2035m)と坊寺山(標高1839m)との谷間にあるなだらかな北西麓(標高1550ｍ付近)の緩斜面に開かれたスキー場である。コースレベル配分は上級0％、中級55％、初級45％。
隣接する丸池スキー場や近接するジャイアントスキー場との間を滑走またはリフトを通じて往来することができる。西側のコース(蓮池Bコース)を滑るとそのまま丸池スキー場に連絡し、東側のコース(蓮池ジュニアコース)を滑ると中盤で右に分岐してジャイアントスキー場に連絡するコースがある。また、スキー場最下部においてもジャイアントスキー場にアクセスできるコース(一部徒歩)がある。
リフト1路線、コース3本、標高1505〜1570m(標高差65m)、リフト運営主体は、志賀高原リゾート開発。
営業期間は12月下旬〜3月下旬まで。
コース名の由来である「蓮池」はスキー場から若干の距離が有り、間に白樺林や宿泊施設などがあるために明瞭には確認することができない。

## コース・ゲレンデ
(滑走延長、平均斜度／最大斜度)

### 初級者コース
- 蓮池ジュニアコース（500m、15°／18°）
  - スキー場下部から見上げると、蓮池トリプルリフトの左側（東側）にある白樺林に囲まれた閑静なコース。
  - コース中盤にて、ジャイアントスキー場への連絡コースが右に分岐する。また、その先では、ジャイアントスキー場からの連絡コースが右から合流する。
- 蓮池Bコース（700m、11°／16°）
  - 蓮池トリプルリフトの下から見上げて右側（西側）にあるコースのうち、迂回することで斜度をゆるく抑えた初級者向けコース。
  - コース中盤にて丸池スキー場に合流する。そのまま直進すれば丸池スキー場のベースに向かい、右に曲がれば蓮池スキー場のベースに滑り込める。
- ジャイアント連絡コース（400m、8°／10°）
  - 2000年頃、蓮池スキー場の中盤付近に国道292号線の下を横断するトンネルとともに両スキー場を結ぶ連絡コースが整備された。
  - トンネルをくぐった直後に上り坂があり、ロープトゥーが整備されていた（平日は運行していない場合もある）が、コースが整備され、2018-2019シーズンからはロープトゥーを廃止。
  - ジャイアントスキー場からの連絡コースとの交差、分岐が複雑にあるので、案内看板を確認しながら滑る必要がある。
  - 終盤のジャイアントスキー場に滑り込むところが最もコース幅が狭くかつ急斜面となるので確実なプルークボーゲン以上の技術が必要。
- ジャイアント連絡通路（460m、5°／10°）
  - ロープトゥーによる連絡コースが整備される以前、唯一のジャイアントスキー場へのアクセス路。
  - スキー場最下部において国道292号線下のトンネルを抜け、一旦スキーを脱ぐ。その先の奥志賀林道を横断し、志賀レークホテルの駐車場を通ってホテル裏にて再びスキー板を履いて連絡コースに戻る。滑走延長には歩行区間（約150m）を含む。

### 中級者コース
（滑走延長、平均斜度／最大斜度）
- 蓮池Aコース（600m、20°／26°）
  - 蓮池トリプルリフトに沿った直線的なコース。
  - 正面に西館山（標高1756m）の山並みとその裾野に広がる西館山スキー場のパノラマを、さらにその奥には焼額山の頂と焼額山スキー場の焼額山第2ゴンドラリフト山頂駅をも見渡せるパノラマが広がる。
  - 終盤にてやや斜度が増すが、圧迫感のない広々としたコースなので安心して滑ることができる。

### 廃止されたコース
（滑走延長、平均斜度／最大斜度）
- 蓮池第2ゲレンデ（400m、12°／18°）
  - 蓮池スキー場の最上部（標高1595m）から滑り降りるゲレンデ。
  - 並行していたリフトが廃止されたためゲレンデも事実上廃止となったが、降雪が多い時期であれば滑走を楽しむことは可能。
  - 滑走するには、蓮池トリプルリフトの降車場から自力でゲレンデ頂部まで歩く方法が一般的であるが、長電バスが運営するスキーシャトルバスに乗って「小池」停留所で下車すると比較的平坦な道を140m程歩くだけで楽に辿り着ける。

## リフト
(距離、高低差、時間)

### 営業中リフト
- 蓮池トリプルリフト（421m、70m、1分45秒）
  - 高速三人乗り自動循環式チェアリフト（デタッチャブルリフト）。
  - 蓮池スキー場を楽しむ唯一のリフト。

### 廃止・休業中リフト
- 蓮池ペアリフト（421m、70m、-分--秒）
  - 蓮池トリプルリフトに架け替えられる以前、蓮池スキー場で最初のリフト。その後蓮池第2リフトが架けられてからは、蓮池第１ペアリフトと呼ばれるようになった。
- 蓮池第2高速ペアリフト（316m、36m、1分19秒）
  - 蓮池第2ゲレンデ（廃止）を滑走するために架けられた高速二人乗り自動循環式チェアリフト（デタッチャブルリフト）。
  - かつて、固定循環式チェアリフトであった時代は、蓮池ペアリフト降車場から少し下った場所に乗車場あり、リフト距離も400m程あった。
- 連絡コースロープトゥー（100m、13m、1分00秒）
  - 蓮池スキー場からジャイアントスキー場に向かう連絡コースの登り区間に設置されていた。
  - 志賀高原スキー場で、唯一存在、営業していたロープトゥー。
  - 乗り馴れない乗客が多く、需要が多くない割にはリフト待ちの行列となることがあった。
  - 2018-2019シーズンからは連絡コース改修したことにより2017-2018シーズンを以て廃止。これにより志賀高原は再びロープトゥーのないスキー場となった。

### 料金
2020～2021シーズンの中央エリア限定リフト料金(消費税及び地方消費税込み)は以下の通りである。
志賀高原18スキー場共通リフト券については志賀高原スキー場を参照のこと。
| 券種    | 大人  | 小学生以下 | 備考               |
| ------- | ----- | ---------- | ------------------ |
| 4時間券 | 4,500 | 2,300      | 期間:12/21～3/31。 |
| 1日券   | 5,000 | 2,500      | 期間:12/21～3/31。 |
| 1日券   | 3,900 | 2,000      | 期間:OPEN～12/20   |
| 1日券   | 4,100 | 2,000      | 期間:4/1～CLOSE    |

## 施設・サービス

### 宿泊施設
麓付近に5件の宿泊施設がある。

#### 営業中の宿泊施設
- ホテル五郎兵衛
- 志賀レークホテル
- ポイントホープやまゆう
- 志賀高原杣クラブヒュッテ：日本医科大学山岳部OB等が運営する宿泊施設。1938年（昭和13年）に創建され、建て替えを経て現在に至る。小池バス停留所から徒歩3分、長池畔に建つ。
- 志賀高原やまゆり荘：日本私立学校振興・共済事業団が運営する宿泊施設。加入者のための施設であるが、一般人も料金が割高になるが宿泊は可能。

#### 廃業・休業中の宿泊施設
- 志賀グランドホテル
- 志賀観光ホテル
- 蓮池ホテル

### 駐車場施設
- 蓮池スキー場駐車場(20台)　スキー場ベース付近に小規模ながら存在する。
- 志賀高原総合会館98駐車場(600台)　スキー場から約400m離れている大規模駐車場。

## 交通

### 道路
長野県側の湯田中方面からは、国道292号線の「23号カーブ」を過ぎて最初の交差点を左折すると「志賀高原総合会館98駐車場」がある。さらにその先の奥志賀林道との分岐を超えると国道沿い右側に蓮池スキー場駐車場がある。

### 公共交通機関
長野電鉄長野線の湯田中駅前から長電バス白根火山線で「池ノ平」停留所下車、徒歩1分。
東日本旅客鉄道北陸新幹線および信越本線の長野駅東口バス広場、或いは東日本旅客鉄道北陸新幹線および飯山線の飯山駅千曲川口バス広場から長電バス急行志賀高原線で「蓮池」停留所下車、徒歩4分。